# 龍宮寺
龍宮寺（りゅうぐうじ）は、福岡県福岡市博多区冷泉町にある浄土宗鎮西派の寺院。山号は冷泉山（れいせんざん）。本尊は聖観音。

## 歴史
開山は谷阿上人と伝わるが開基年は不詳。当初は袖の湊の海辺に建立されたが、潮が満ちると寺内まで潮に浸かることから浮御堂と称したという。貞応元年（1222年）に博多津に人魚が出現した際にこれを寺内に埋葬して寺号を龍宮寺と改めた。
山号の冷泉山は博多津の異称「冷泉津」にちなむとされるが、人魚の一件の際に朝廷の勅使を務めた冷泉中納言の姓に由来するものであるとも言われる。
文明12年（1480年）、この地を治めていた大内政弘によって博多に招かれた連歌師・宗祇は当寺に寄寓し、ここで連歌の会を催した。この際に詠まれた連歌は『博多百韻』として現在に伝わる。
慶長5年（1600年）、本誉利覚によって現在地に再興された。 